# Clotilde de Saxe-Coburgo-Koháry
Maria Adelaide Amália Clotilde Princesa de Saxe-Coburgo-Koháry (em alemão: Marie Adelheid Amalie Clotilde Prinzessin von Sachsen-Coburg--koháry; Neuilly-sur-Seine, 8 de julho de 1846 – Alcsútdoboz, 3 de junho de 1927), foi uma princesa de Saxe-Coburgo-Gota do ramo católico de Koháry e, pelo casamento, arquiduquesa da Áustria e princesa da Hungria.

## Biografia

### Família
Clotilde era a terceira filha do príncipe Augusto de Saxe-Coburgo-Gota e da princesa Clementina de Orléans. Seus avós paternos foram o príncipe Fernando de Saxe-Coburgo-Gota e a princesa Maria Antonia de Koháry e seus avós maternos foram o rei Luís Filipe I de França e Maria Amélia de Nápoles e Sicília. 

## Biografia
Clotilde casou-se com José Carlos da Áustria em 12 de maio de 1864, em Coburgo. Ele era filho de José de Áustria-Toscana, arquiduque de Áustria e de Maria Doroteia de Württemberg.

## Descendência
O casal teve sete filhos:
- Isabel Clementina Clotilde Maria Amália da Áustria (18 de março de 1865 - 7 de janeiro de 1866), nunca se casou nem teve filhos;
- Maria Doroteia Amália da Áustria (14 de junho de 1867 - 6 de abril de 1932), foi duquesa de Orleães como esposa de Luís Filipe Roberto d'Orleães. Não teve filhos;
- Margarida Clementina Maria da Áustria (6 de julho de 1870 - 2 de maio de 1955), foi princesa de Thurn e Taxis como esposa de Alberto, 8.º Príncipe de Thurn e Taxis. Deixou descendência;
- José Augusto Vítor Clemente Maria da Áustria (9 de agosto de 1872 - 6 de julho de 1962), foi regente da Hungria. Foi casado com a princesa Augusta Maria Luísa da Baviera. Teve filhos;
- László Filipe Maria Vicente da Áustria (16 de julho de 1875 - 6 de setembro de 1895), nunca se casou nem teve filhos;
- Isabel Henriqueta Clotilde Maria Vitória da Áustria (9 de março de 1883 - 8 de fevereiro de 1958) casou morganaticamente com Zoltán Decleva, com descendência;
- Clotilde Maria Amália Filomena Raineira da Áustria (9 de maio de 1884 - 14 de dezembro de 1903), nunca se casou nem teve filhos.

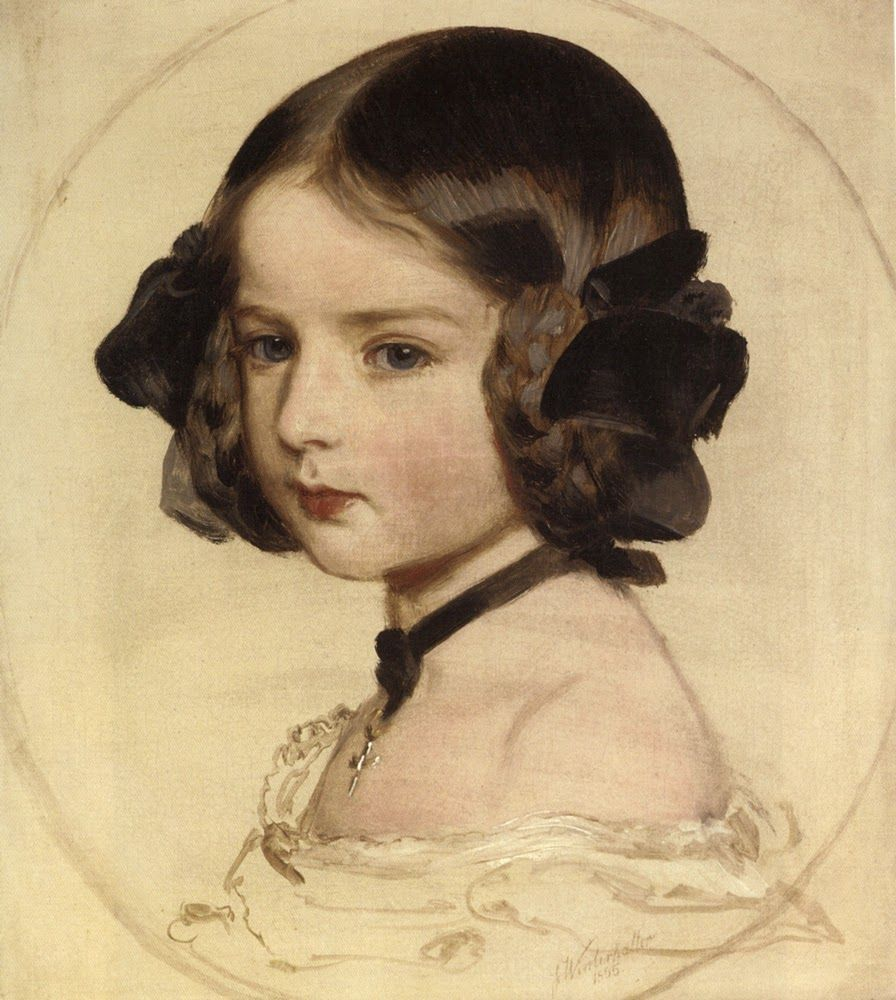
Clotilde quando criança, Franz Xaver Winterhalter
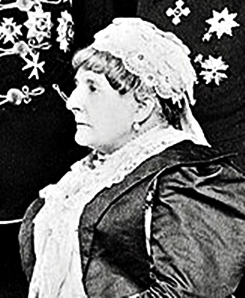
Clotilde em sua velhice